# Міські голови Сімферополя
Міський голова Сімферополя — головна посадова особа Сімферополя, що представляє його інтереси, обирається на 5 років та здійснює свої повноваження на постійній основі. Очолює виконавчий комітет міської ради, головує на засіданнях міської ради.

## Російська імперія,Кримська Демократична Республіка
- Сеїт Сеттар Челебі — купець (обраний міським головою 22 грудня 1832 року, обійняв посаду 20 лютого 1833 року, переобирався в 1835 і 1838 роках, скоріш за все залишався на посаді до кінця 1840-х років)[2]

### Сімферопольські міські голови після міської реформи 1870 року
- Іванов Микола Іванович — статський радник (1871 р. — 1891 р.)
- Меркулов-Путьков Василь Павлович — кандидат права (1891 р. — 1897 р.)
- Ільїн Олександр Никифорович — генерал-майор (1897 р. — 1901 р.)
- Раков Митрофан Дмитрович — статський радник (1901 р. — 1909 р.)
- Іванов Василь Олександрович[ru] — кандидат фізико-математичних наук (1909 р. — 26 жовтня 1919 р.)
- Усов Сергій Олександрович — журналіст, редактор, видавець (листопад 1919 — листопад 1920)

## Радянська окупація

### Голови Сімферопольського військово-революційного комітету
- Міллер Жан Августович (13 січня 1918 р. — лютий 1918 р.)
- Багатур'янц Євгенія Романівна[ru] (12 квітня 1919 р. — 14 травня 1919 р.)

### Голови Сімферопольського повітово-міського революційного комітету
- Македон (24 листопада 1920 р. — червень 1921 р.)
- Гриньов (червень 1921 р. — 5 липня 1921 р.)

### Голови Сімферопольської міської ради
- Чистяков Н. Н. (15 травня 1919 р. — червень 1919 р.)
- Палерний Л. Л. (6 липня 1921 р. — 10 липня 1922 р.)
- Буянов (11 липня 1922 р. — 9 грудня 1923 р.)
- Гончаров Іван Васильович (грудень 1923 р. — 15 травня 1924 р.)
- Лбов (листопад 1924 р. — 1925 р.)
- Дагаєв Михайло Петрович (4 лютого 1926 р. — 1927 р.)
- Голодович Казимир Якович (січень 1928 р. — 15 червня 1928 р.)
- Стебаков Іван Іванович (5 жовтня 1928 р. — січень 1930 р.)
- Іванов Петро Трохимович (7 січня 1930 р. — 21 вересня 1930 р.)
- Каменєв Михайло Васильович (22 вересня 1930 р. — 1932 р.)
- Бендерський Яків Шулемович (4 січня 1933 р. — 12 серпня 1934 р.)
- Чалий (1 лютого 1935 р. — травень 1935 р.)
- Сорокін Павло Дмитрович (1 червня 1935 р. — 26 березня 1937 р.)
- Баранов Михайло Сергійович (27 березня 1937 р. — 20 листопада 1937 р.)
- Швеців А (20 листопада 1937 р. -?)
- Корнер Михайло Миколайович (17 грудня 1938 р. — 30 грудня 1939 р.)
- Філіппов Василь Іванович (31 грудня 1939 р. — 1940 р.)

### Голови виконкому Сімферопольської міськради
- Філіппов Василь Іванович (20 грудня 1943 р. — 29 грудня 1944 р.
- Петряков Микита Михайлович (29 грудня 1944 — 2 липня 1946
- Горбунов Микола Михайлович (27 вересня 1946 р. — 11 березня 1948 р.
- Грачов Сергій Миколайович (11 березня 1948 р. — 25 серпня 1949 р.
- Шаповалов Микола Михайлович (29 листопада 1949 р. — 15 лютого 1952 р.
- Овдієнко Микола Андрійович (15 лютого 1952 р. — 16 листопада 1953 р.
- Катков Микола Микитович (16 листопада 1953 р. — 7 березня 1957 р.
- Мазурець Федір Володимирович (7 березня 1957 р. — 31 липня 1962 р.
- Хоменко Іван андрійович (31 липня 1962 р. — 12 березня 1963 р.
- Лозовий Михайло Опанасович (12 березня 1963 р. — 26 червня 1973 р.
- Мисов Леонід Дмитрович (26 червня 1973 р. — 12 лютого 1974 р.
- Максимов Володимир Михайлович (12 лютого 1974 р. — 2 липня 1982 р.
- Лавриненко Володимир Федорович (2 липня 1982 р. — 31 березня 1989 р.
- Юров В'ячеслав Лукич (4 квітня 1989 р. — 25 квітня 1990 р.
- Єрмак Валерій Федорович (3 травня 1990 р. — 5 лютого 1991 р.)

## Україна

### Голови виконкому Сімферопольської міськради
- Юров В'ячеслав Лукич (5 лютого 1991 р. — 7 липня 1993 р.)
- Єрмак Валерій Федорович (7 липня 1993 р. — березень 1998 р.)

### Міські голови Сімферополя
- Єрмак Валерій Федорович (березень 1998 р. — 27 квітня 2006 р., переобирався у 2002 році[3])
- Бабенко Геннадій Олександрович[ru] (обраний 26 березня, обійняв посаду 4 червня 2006 р.[4] — 31 жовтня 2010 р.[5])
- Агеєв Віктор Миколайович[ru] (11 листопада 2010 р. — по момент російської окупації Криму)[6]

### Окупаційні російські «глави адміністрації» Сімферополя
- Агеєв Віктор Миколайович[ru] (з моменту російської окупації Криму по 29 вересня 2014 р.)
- Бахарєв Геннадій Сергійович[ru] (в.о. з вересня 2014 року, 18 листопада 2014 р. — 29 серпня 2017 р.)
- Лукашов Ігор Михайлович[ru] (22 вересня 2017 — 9 листопада 2018)
- Маленко Наталія Федорівна[ru] (в.о. з 14 листопада, 14 грудня 2018 р. — 30 вересня 2019 р.)
- Проценко Олена Степанівна[ru] (25 жовтня 2019 р. — 17 лютого 2021 р.)[7]
- Демідов Валентин Валентинович[ru] (в.о з 17 лютого, 7 квітня 2021 р. — 11 січня 2022 р.)
- Балахонов Максим Борисович (січень — березень 2022 р.)
- Афанасьєв Михайло Сергійович[ru] (з 14 березня 2022 р.)